# Фотографічний твір
Фотографі́чний твір (також фотогра́фія, світли́на) — зображення, що отримане засобами фотографії або фотограми.

## Право інтелектуальної власності
Фотографічний твір є об'єктом права інтелектуальної власності, а саме: об'єктом авторського права. Фотографічний твір є охороноздатним за умови, що він є оригінальним.
До неоригінальних фотографічних творів відносяться репродукції малюнків, карт, планів, креслень, гобеленів, вітражів та інші похідні фотографії, які передають суть сфотографованого об'єкта не вносячи до зображення творчої складової.
Таким чином, репродукції не охороняються авторським правом. При цьому слід мати на увазі, що використання репродукції є насправді використанням того об'єкта авторського права, який зображений на ній. Якщо твори скульптури, архітектури та містобудівництва постійно знаходяться на місцях, які відкриті для вільного відвідування, то будь-яка людина може виконувати фотозйомку цих об'єктів авторського права, посилаючись на свободу панорами. Однак у окремих країнах публічне використання такого фотографічного твору у публічних цілях буде можливим тільки з дозволу власника прав на зображений об'єкт авторського права. Це правило діятиме навіть у тому випадку, якщо об'єкт авторського права є фоном, а не основним об'єктом фотографії.
Використовувати фотографічний твір без дозволу власника прав на зображений об'єкт авторського права можна тільки за умови, що такий фотографічний твір було зроблено з метою висвітлення поточних подій в обсязі, виправданому інформаційною метою. Однак і у цьому випадку необхідно зазначати ім'я автора зображеного твору.
Фотографічний твір може містити зображення фізичної особи. Відповідно до законодавства України, публікування, виконання та розповсюдження твору образотворчого мистецтва, на котрому міститься зображення фізичної особи, можливе тільки за згоди цієї особи. Якщо фізична особа позувала фотографу за платню, то такий фотографічний твір може бути використаний без згоди цієї особи.
У випадку, коли зйомка фізичної особи здійснювалась відкрито на вулицях, зборах, конференціях, мітингах та інших заходах публічного характеру, вважається, що згода фізичної особи на зйомку отримана.